# Брусина, Елена Борисовна
Елена Борисовна Брусина (род. 7 ноября 1959, Мыски, РСФСР, СССР) — советский и российский эпидемиолог, член-корреспондент РАН (с 2022 г.) доктор медицинских наук, профессор.

## Биография
В 1983 закончила санитарно-гигиенический факультет КемГМУ. С 1983 по 1986 работала госпитальным эпидемиологом Кемеровской областной клинической больницы. В 1987 году защитила диссертацию на звание кандидата медицинских наук: «Системный подход в эпидемиологии и профилактике госпительных гнойно-септических инфекций в хирургии». С 1987 работала на кафедре эпидемиологии КемГМУ. С 1995 года заведующая кафедрой КемГМУ. В 1996 году защитила диссертацию на звание доктора медицинских наук : «Теоретические, методические и организационные основы эпидемиологического надзора за госпитальными гнойно-септическими инфекциями в хирургии : Эпидемиологические, клинические и микробиологические исследования» С 2015 года главный эпидемиолог Минздрава по Сибирскому федеральному округу. В 2022 году избрана членом-корреспондентом РАН.
Почетный член Всероссийского научно-практического общества эпидемиологов, микробиологов и паразитологов. Член правления национальной ассоциации специалистов по контролю инфекций, связанных с оказанием медицинской помощи (НАСКИ).
Главный редактор журнала «Фундаментальная и клиническая медицина», научный редактор журнала «Эпидемиология и вакцинопрофилактика», член редколлегии журналов «Профилактическая медицина», «Эпидемиология и инфекционные болезни. Актуальные вопросы», «GMS Hygiene & Infection Control» (Германия), член диссертационного совета Омского государственного медицинского университета, эксперт РАН.

## Награды
- 2017 — лауреат премии Губернатора Кемеровской области «Прорыв в будущее», награждена ведомственным нагрудным знаком «Отличник здравоохранения»

## Сочинения
- Брусина, Елена Борисовна. Эпидемиология внутрибольничных гнойно-септических инфекций в хирургии. 2006
- Профилактика инфекций области хирургического вмешательства [Текст]: клинические рекомендации / [Брико Н. И., Божкова С. А., Брусина Е. Б. и др.]. — Нижний Новгород: Ремедиум Приволжье, 2018.
- Обеспечение эпидемиологической безопасности в родовом зале [Текст]: федеральные клинические рекомендации, сентябрь, 2013 / [Брусина Е. Б. и др.]; М-во здравоохранения Российской Федерации, Нац. ассоц. специалистов по контролю инфекций, связанных с оказанием медицинской помощи (НП НАСКИ).
- Эпидемиология рака [Текст] : учебное пособие для последипломной подготовки специалистов: учебное пособие для системы послевузовского и дополнительного профессионального образования врачей / Е. Б. Брусина, Ю. А. Магарилл, А. Г. Кутихин.